# Microcalcarifera stipataria
Microcalcarifera stipataria är en fjärilsart som beskrevs av Walker 1869. Microcalcarifera stipataria ingår i släktet Microcalcarifera och familjen mätare. Inga underarter finns listade i Catalogue of Life.